# تيري إليس (منتج أسطوانات)
تيري إليس (بالإنجليزية: Terry Ellis)‏ هو منتج أسطوانات وملحن بريطاني، ولد في 15 أغسطس 1944 في ولوين جاردن سيتي في المملكة المتحدة.

## وصلات خارجية
- تيري إليس على موقع ميوزك برينز (الإنجليزية)
- تيري إليس على موقع أول ميوزيك (الإنجليزية)
- تيري إليس على موقع ديسكوغز (الإنجليزية)